# 实验鼠纪念碑
实验鼠纪念碑（俄语：Памятник лабораторной мыши）是一座位于俄罗斯新西伯利亚科学城的纪念碑，坐落于俄罗斯科学院西伯利亚分院细胞学与遗传学研究所（Институт цитологии и генетики СО РАН）前的一个公园内。该纪念碑于2013年7月1日开放，其恰逢新西伯利亚建城 120 周年。
这座纪念碑纪念了在基因遗传学研究中牺牲的实验动物，人类因此有机会了解疾病的生物和生理机制并用于开发新治疗药物。

## 纪念碑

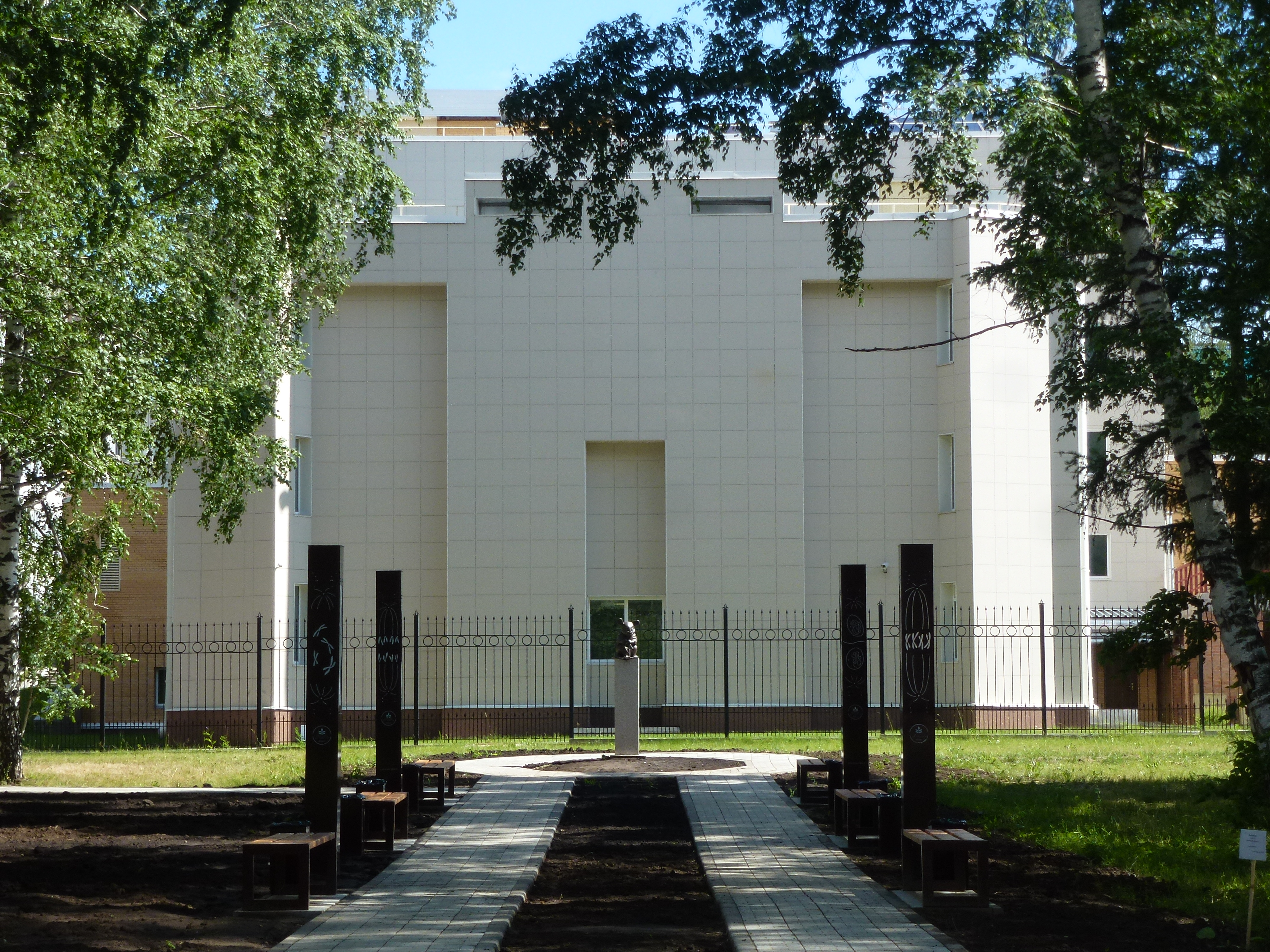
纪念碑远景

这座纪念碑坐落在花岗岩基座上，是由青铜铸造的一只鼻尖上戴着夹鼻眼镜的实验小鼠。小鼠爪子中握着织针，正在编织DNA双螺旋结构。铜像本身只有 70 厘米（27½ 英寸）高，但包括基座在内的纪念碑总高度为 2.5 米（98 英寸）。从织针中伸出的 DNA 螺旋向左旋的Z-DNA，这与更为常见的右旋B-DNA相反，其性质仍然在研究中。